# Lista piețelor din București
Aceasta este o listă a piețelor din București.
- Piața Amzei
- Piața Alba-Iulia
- Piața Basarabia[1][2]
- Piața Aviatorilor
- Piața Obor
- Piața C. A. Rosetti
- Piața Charles de Gaulle
- Piața Chibrit
- Piața Colentina
- Piața Constituției
- Piața Cotroceni
- Piața Dorobanți
- Piața Eroii Revoluției
- Piața Gării de Nord
- Piața Hurmuzachi (Piața Muncii)
- Piața Iancului
- Piața Lahovari[3]
- Piața Libertății
- Piața Matache
- Piața Mihail Kogălniceanu
- Piața Națiunilor Unite
- Piața Norilor
- Piața Operei
- Piața Palatului
- Piața Presei Libere
- Piata Rahovei
- Piața Regina Maria
- Piața Revoluției
- Piața Romană
- Piața Sf. Anton[4][5][6][7]
- Piața Sfântul Gheorghe[8]
- Piața Sudului
- Piața Teatrului Național[9][10][11]
- Piața Titan
- Piața Universității
- Piața Unirii din București
- Piața Victoriei
- Piața Vitan
- Piața Zlătari[12][13]

## Hale
- Hala de Antichități[14]
- Hala Matache Măcelaru
- Hala Traian